# ۱۸۰۴
در این صفحه وقایع مهم سال ۱۸۰۴ میلادی فهرست شده‌اند.

## وقایع مهم
- پایان دوران جمهوری اول فرانسه با اعلام تشکیل امپراتوری توسط ناپلئون بناپارت .
- استقلال هائیتی از اسپانیا
- رسیدن سیاحان آمریکایی به ساحل اقیانوس آرام.
- ممنوعیت برده داری در ایالت نیوجرسی آمریکا .
- اصلاحیه دوازدهم قانون اساسی ایالات متحده آمریکا مبنیبر انتخاب رئیس جمهور ایالات متحده آمریکا و معاون رئیس جمهور ایالات متحده آمریکا با رای مستقیم مردم.
- فارغ‌التحصیلی سیموئل هینس، نخستین سیاهپوست که از یک کالج آمریکا مدرک دانشگاهی گرفت.
- پیروزی مجدد توماس جفرسون در انتخابات ریاست جمهوری ایالات متحده آمریکا .
- آغاز سلطنت سعید بن سلطان بن احمد بر کشور عمان .
- آغاز امپراتوری ناپلئون بناپارت .
- تأسیس امپراتوری اتریش توسط فرانسیس اول.
- اشغال گیومری مرکز استان شیراک ارمنستان و دومین شهر بزرگ ارمنستان به دست روس‌ها.

## زادروزها
- زادروز ماتیاس یاکوب شلایدن زیست‌شناس آلمانی.
- زادروز کارل گوستاو ژاکوب ژاکوبی ریاضیدان آلمانی .
- زادروز فرانکلین پیرس چهاردهیم رئیس‌جمهور آمریکا .
- زادروز لودویگ آندریاس فویرباخ فیلسوف آلمانی و از شاگردان هگل .

- ۲۰ ژانویه – اوژن سو، نویسنده فرانسوی (د. ۱۸۵۷)
- ۷ فوریه – جان دیر (مخترع)، مخترع آمریکایی (د. ۱۸۸۶)
- ۴ ژوئیه – ناتانیل هاوثورن، نویسنده و دیپلمات آمریکایی (د. ۱۸۶۴)
- ۱۹ نوامبر - محمد اشرفی، فقیه، مرجع تقلید و عارف شیعه (د. ۱۸۹۸)
- ۲۳ نوامبر – فرانکلین پیرس، سیاست‌مدار و وکیل آمریکایی (د. ۱۸۶۹)
- ۱۰ دسامبر – کارل گوستاو یاکوب یاکوبی، ریاضی‌دان آلمانی (د. ۱۸۵۱)
- ۲۱ دسامبر – بنجامین دیزرائیلی، سیاست‌مدار بریتانیایی (د. ۱۸۸۱)

## درگذشت‌ها
- درگذشت الکساندر همیلتون.
- درگذشت جوزف پریستلی شیمیدان و فیلسوف انگلیسی و کاشف اکسیژن.
- درگذشت سلطان بن احمد بن سعید پادشاه عمان.
- درگذشت امانوئل کانت فیلسوف مشهور آلمانی.
- درگذشت ولادیمیر فیودوروویچ آدویفسکی نویسنده روس.
- درگذشت آلکسی استپانویچ خامیاکوف نویسنده روس.

- ۱۲ ژوئیه – الکساندر همیلتون، اقتصاددان آمریکایی (ز. ۱۷۵۵)